# Ángela Rodicio
María Ángeles Rodríguez González (San Cristóbal de Regodeigón, Ribadavia, Orense, 6 de marzo de 1963), más conocida como Ángela Rodicio —tomó el apellido de su abuela materna—, es una periodista española.

## Biografía
Es licenciada en Ciencias de la Información, rama de Periodismo, por la Facultad de Ciencias de la Información de la Universidad Complutense de Madrid y estudió cursos de especialización con la CNN y la BBC. Durante su época de estudiante hizo prácticas y publicó artículos en diversos periódicos: La Región, Faro de Vigo, La Voz de Galicia; y en las revistas Leer, El Europeo, Vanity Fair y la sección de crítica literaria de Marie Claire, entre otros. También escribió para medios extranjeros como Limes, revista de geoestrategia mundial en Italia; Yedioth Ahoronot, en Israel; Maire Claire Líbano o Vogue India. Además, también pasó por Radiocadena Española.
Tras finalizar sus estudios, trabajó para Diario 16 y el semanario El Independiente.
Lleva vinculada a RTVE desde 1988, primero como redactora y después como enviada especial, del área de Internacional de los Informativos de TVE. Desde 1990 ha informado acerca de acontecimientos de importancia mundial como la disolución de la Unión Soviética (1991-1992), las guerras de Irak con Irán, la invasión de Kuwait en 1991, las dos Intifadas de Palestina (1989-1992 y 2000-2003) y la Guerra de Bosnia desde Sarajevo (1992-1995). También ha cubierto diversos procesos electorales en Israel, Turquía e Irán, el Brexit en 2016 o la Guerra de Siria. A menudo ha recordado que uno de los personajes políticos que más la marcó fue Isaac Rabin a quien entrevistó en octubre de 1990, cuando entonces era diputado de la Knéset, el Parlamento de Israel en Jerusalén.
Tras cubrir para TVE la Guerra del Golfo desde Bagdad (1990-1991), se convirtió en corresponsal en el Centro y Este de Europa, con sede en Budapest (Hungría) en 1992, siendo la corresponsal más joven de la historia de TVE. En 1991 recibió el Premio Internacional de la RAI, en 1992 el Cirilo Rodríguez y en 1994 el Víctor de la Serna y el de Viguesa distinguida.
Desde que se desplazara en 1988 por primera vez a Irak, para escribir artículos para El Independiente, ha cubierto casi siempre la información sobre Oriente Medio, excepto el lapso de los Balcanes.
En enero de 1996 abrió la primera corresponsalía de TVE en Israel, después de que RTVE cerrase con anterioridad la que tenía en El Cairo. Desde allí volvió a seguir la actualidad en Oriente Medio. Entre sus entrevistados se encuentran los principales líderes israelíes y palestinos, así como otros en la zona. En 1997 fue testigo de la victoria y el vuelco político y social en Irán, con la victoria del reformista Mohammad Jatamí, el 23 de mayo.
Entre el 15 de agosto de 2000 y el 18 de diciembre de 2003 volvió a ser corresponsal en Jerusalén. Desde esta corresponsalía, informó desde Bagdad sobre la invasión de Irak de 2003.
Ha sido galardonada con diversos premios además de los anteriormente mencionados, como el Premio ¡Bravo! de prensa y televisión de la Conferencia Episcopal en 2001, el de la Asociación de Periodistas Extranjeros en España al Mejor Corresponsal 2002 y el Premio Galicia en Femenino 2002.
Tras pasar cerca de dos años fuera de RTVE –(26/12/03-19/10/05)– de forma no voluntaria, entre el 20 de octubre de 2005 y 2007 fue redactora del Telediario 3.ª edición de TVE.
Tras su paso por el TD3, desde 2007 forma parte del equipo de Informe semanal, el programa de actualidad nacional e internacional, decano de la televisión en España. Su primer reportaje para este programa –"Irak, un viaje por el infierno"– fue en 1991.
En 2011 recibió el premio Internacional Maria Grazia Cutuli del Corriere della Sera y en 2015 el de la Asociación de Corresponsales con base en las Naciones Unidas de Nueva York.
Ha escrito cinco libros: La guerra sin frentes. De Bagdad a Sarajevo: memorias de una enviada especial (1998), Acabar con el personaje (2005), El jardín del fin: viaje por el Irán de ayer y hoy (2011), Dulcinium: el amor perdido de Cervantes (2016) y Las novias de la yihad: ¿por qué una adolescente europea decide irse con el Estado Islámico? (2016), con el que fue premiada con el Premio Espasa de Ensayo 2016.

## Trabajos como autora y coautora
- Reino Unido: esplendor cotidiano, con J. Crespo Schrodter, 1988, artículo para Tiempo de viajar.
- Irán: nuevos rumbos para la revolución, con Yves Gellie, 1999, Geo.
- Autoría y guion del documental En el nombre de Alá, un reportaje de una hora sobre Hezbolá, que fue presentado en el Festival de Montecarlo, donde recibió una nominación en 2000.
- La guerra sin frentes. De Bagdad a Sarajevo: memorias de una enviada especial, 4/1/1999, Temas de Hoy.[5]
- Acabar con el personaje, 27/5/2005, Plaza & Janés-Random House-Mondadori.[6] Trata sobre cómo fue expulsada de la corresponsalía de TVE en Israel en Navidades de 2003 y los motivos para apartarla de dicha responsabilidad.
- Palestina, Afganistán, coautora con Emilio Morenatti, 29/10/2007, La Fábrica.
- El jardín del fin: viaje por el Irán de ayer y hoy, 3/6/2011, Debate.[7]
- Dulcinium: el amor perdido de Cervantes, 29/2/2016, Confluencias.[8]
- L' amore perduto di Cervantes con la colaboración de Laura Celani, 11/4/2016, Centauria.[9]
- Las novias de la Yihad: ¿por qué una adolescente europea decide irse con el Estado Islámico?, 25/10/2016, Espasa[10] (Premio Espasa de Ensayo 2016).

## Reconocimientos
- 1991: Premio Internacional de la RAI.
- 1992: Premio Cirilo Rodríguez (APS y FAPE) como mejor corresponsal española en el extranjero por su cobertura de la guerra de Bosnia.
- 1994: Premio viguesa distinguida (Ayuntamiento de Vigo) y el Premio Víctor de la Serna (APM).
- 2001: Premio ¡Bravo! de prensa y televisión (CEE).
- 2002: Premio Galicia en Femenino (Junta de Galicia) y Premio de la Asociación de Periodistas Extranjeros en España a la Mejor Corresponsal.
- 2011: Maria Grazia Cutuli del Corriere della Sera.
- 2015: Premio de la Asociación de Corresponsales de la ONU.
- 2016: Premio Espasa de Ensayo por Las novias de la yihad: ¿por qué una adolescente europea decide irse con el Estado Islámico?[11]

## Polémicas
Cuando cubrió desde 1992 a 1996 la guerra de Bosnia desde Sarajevo, como corresponsal de TVE del Centro y Este de Europa, empezaron a hacerse notorios errores suyos por desconocimiento como afirmar que los aviones de la OTAN volaban a gran altura para evitar "los infrarrojos de los radares" (sic) serbios. [cita requerida]
Arturo Pérez-Reverte en su novela Territorio comanche (1994) hace referencia a Ángela Rodicio de manera despectiva:

«Paco Eguiagaray solía referirse al tema mientras invitaba a champaña helado en Viena, Zagreb o Budapest a los colegas más jóvenes, que acudían a él en busca de doctrina y experiencia. Acudían todos, salvo la "Niña Rodicio", que después de sólo dos años de periodismo activo se había transformado directamente de modosa becaria en pozo de experiencia y no necesitaba doctrina de nadie, ni siquiera cuando confundía los calibres, hablaba de los B-52 bombardeando en picado, o permitía que Márquez o los cámaras que trabajaban con ella le sacaran las castañas del fuego».
«Quizá por eso, la "Niña Rodicio" hablaba mal de Paco Eguiagaray, de Alfonso Rojo, de Hermann (Tertsch) y de todo el mundo y trataba a patadas a la gente de su equipo. Como decían Miguel de la Fuente, Fermín, Álvaro Benavent y los que tuvieron el privilegio de vivir de cerca el asunto, trabajar con ella era igualito que hacerlo con Ava Gardner». Arturo Pérez-Reverte, Territorio comanche (1994).

Siendo corresponsal de TVE en Jerusalén en 2003, informó desde Bagdad sobre la invasión de Irak, con momentos poco halagüeños como realizar una crónica ante vehículos blindados BMP con el emblema de la Guardia Republicana Iraquí destruidos sobre los que bailaban iraquíes opositores al régimen de Sadam Huseín y afirmar que se trataba de restos de tanques americanos abandonados tras una derrota en batalla en la que habrían sufrido "grandes bajas", "derrota" que en realidad nunca había ocurrido.[cita requerida]
En diciembre de 2003 fue despedida de RTVE, según la empresa por no justificar adecuadamente los gastos que hacía con la Visa que le había proporcionado RTVE para desarrollar su trabajo como corresponsal. Tras ganar la demanda que interpuso a la empresa en el Tribunal Superior de Justicia de Madrid en junio de 2005 y declararse su despido como improcedente, regresó a TVE en octubre de 2005, quedando adscrita como redactora del Telediario 3.ª edición.